# Revista Fiesta!
A F¡ESTA! é uma revista mensal portuguesa de imprensa rosa, editada pelo grupo O Liberal, que cobre a atualidade social madeirense. Foi lançada no dia 17 de setembro de 2004, inicialmente com publicação quinzenal, é comercializada unicamente no arquipélago da Madeira.